# Tezcatlipoca

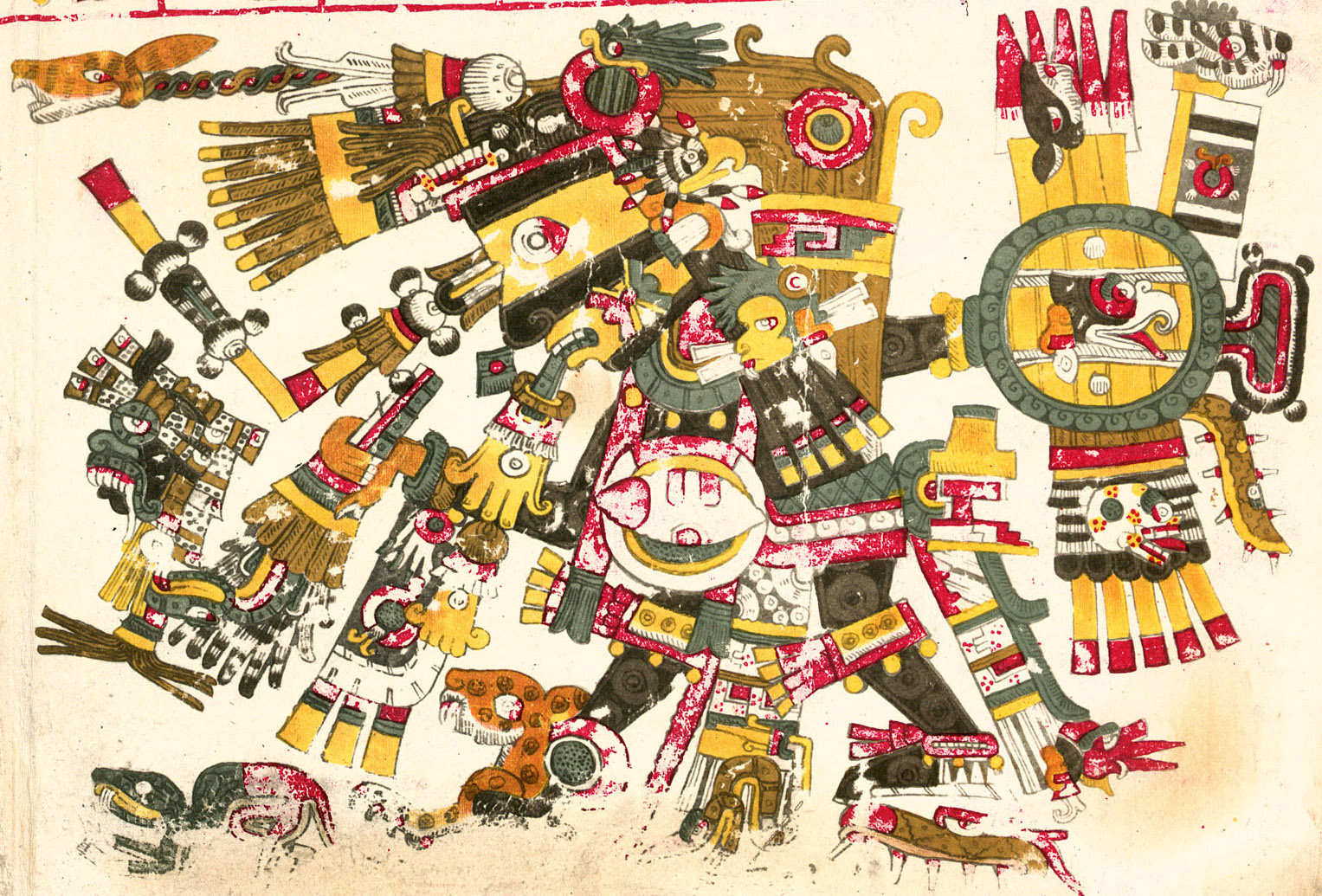
Tezcatlipoca înfăţişat în Codex Borgia.

Jaguarul era un animal sacru pentru Tezcatlipoca

Tezcatlipoca a fost o zeitate centrală în religia aztecă, unul din cei patru fii ai lui Ometeotl, el este asociat cu o gamă largă de concepte, inclusiv cu cerul nopții, vânturile din noapte, uragane, cu obsidianul, nordul, pământul, dușmănia, discordia, autoritatea, divinația, ispita, jaguarul, vrăjitoria, frumusețea, războiul și cu conflictele. Numele lui în limba Nahuatl este adesea tradus ca "oglindă fumătoare" și face aluzie la legătura sa cu obsidianul, materialul din care oglinzile au fost făcute în Mezoamerica și care era utilizat pentru ritualuri șamanice. 
El era reprezentat ca zeu de către un tânăr ales. Tânărul era tratat ca un adevărat zeu, însă la sfârșitul unui an el avea un sfârșit tragic. Era oferit ca ofrandă zeului pe care îl reprezenta, apoi era ales alt tânăr. Acest ritual se repeta în fiecare an. 